# Hector Delfosse
Pour les articles homonymes, voir Delfosse.
Hector Delfosse est un accordéoniste et compositeur belge né à Tournai le 28 avril 1925 et mort à Wasseiges le 2 août 1998.
Il est devenu notamment célèbre en 1980 pour être le compositeur de La Danse des canards, inspirée d'un air de 1963.
Il est inhumé à Wasseiges.

## Référence
1. ↑  Le Monde, jeudi 6 aoüt 1998, p. 8.